# آلگی اکه
آلگی اکه (انگلیسی: Algı Eke؛ زادهٔ ۱۶ سپتامبر ۱۹۸۵) بازیگر اهل ترکیه است. وی از سال ۲۰۰۸ میلادی تاکنون مشغول فعالیت بوده‌است.